# Meoneura elongella
Meoneura elongella är en tvåvingeart som först beskrevs av Zetterstedt 1838.  Meoneura elongella ingår i släktet Meoneura och familjen kadaverflugor. Arten är reproducerande i Sverige. Inga underarter finns listade i Catalogue of Life.